# 中央駅

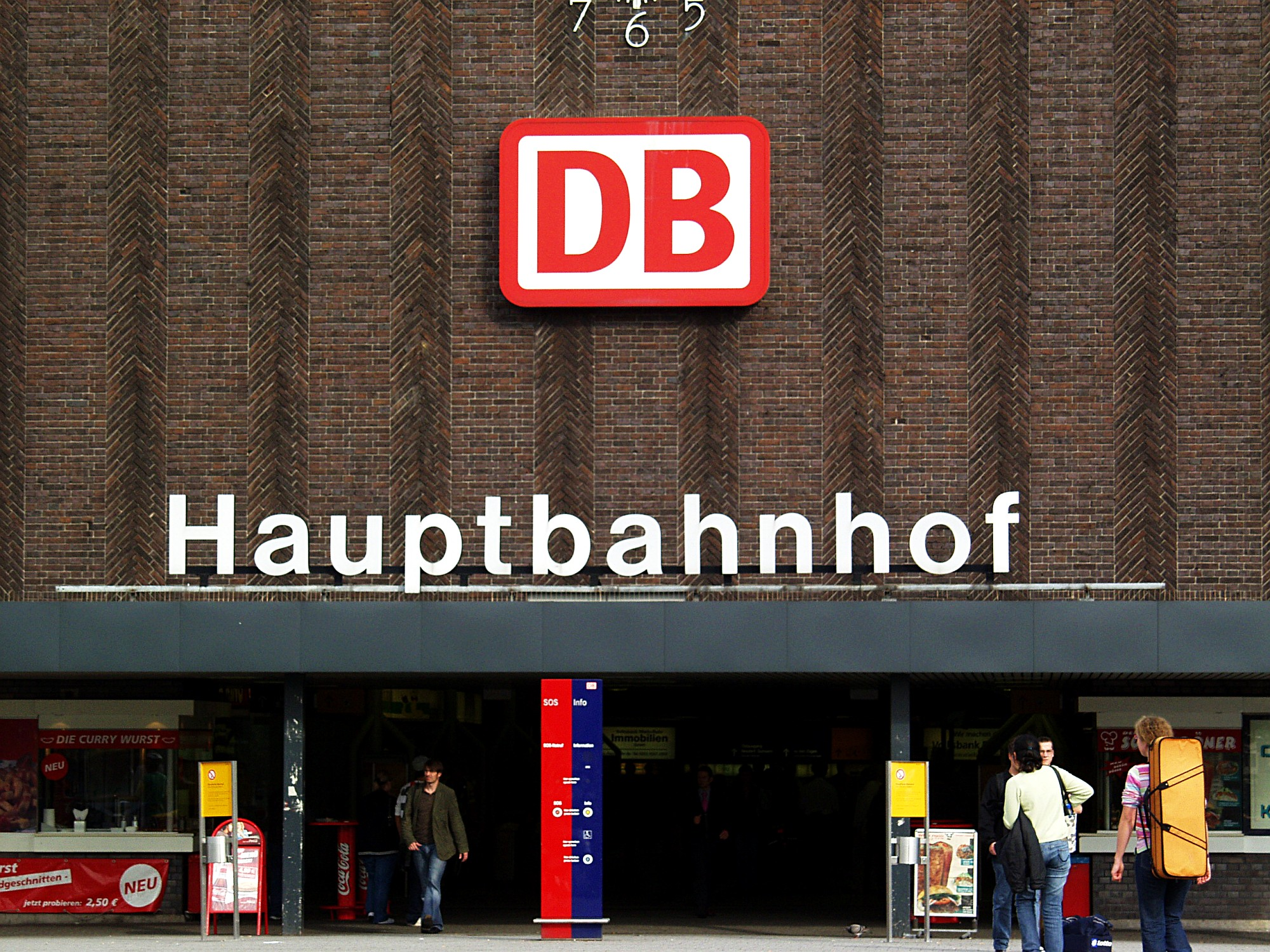
デュースブルク中央駅

中央駅（ちゅうおうえき）は、都市の交通の中心となる旅客駅のことである。このターミナル駅から遠距離の都市へ向かう列車も発着する。ドイツ語のHauptbahnhof（ハウプトバーンホーフ）の訳語である。

ただし「○○中央駅」という駅名は、単にその駅が都市や地域の地理的な中央に位置することを意味する場合もあり、必ずしもターミナル駅・交通結節点になっているとは限らない。

## 機能上の中央駅
ヨーロッパの都市では、ターミナル機能がひとつの中央駅に集中する例が見られる。このような駅には地下鉄駅や路面電車停留場もしくはバスターミナルなども併設され、市内交通のハブとなることが多い。
- これとは対照的に、パリやロンドンのように方面別に複数の長距離列車用の大規模なターミナル駅のある都市も見られる（パリ北駅やキングス・クロス駅など）。このようなヨーロッパのターミナル駅は文字通り「終着駅」であり、その駅で行き止まりの頭端式ホームであることが一般的である。また、パリ北駅やパリ東駅などのように列車の行き先別に市内に駅が分散していることもある。

ドイツ語ではこのような駅をHauptbahnhofと呼び、日本語では中央駅と訳される。ドイツとオーストリアではHbf、スイスではHBと略記される。
ドイツ語圏やその近隣の大陸ヨーロッパ諸国では、都市の中央駅には「都市名+中央駅」という名がつけられる（例えば、ベルリン中央駅）。他の国では都市の中心駅であっても「都市名+中央駅」のような特別な名はつけず、単に「都市名+駅」とするのが一般的である。
ただし、駅名に「中央駅」とつけられていなくても、市内交通の上では「中央駅」と呼ばれることもある。たとえばストラスブールの主要なターミナル駅は「ストラスブール駅（Gare Strasbourg）」であるが、駅前のトラム停留所の名は「中央駅（Gare Centrale）」）である。また、名称からだけでは判断できないが、ボルドー＝サン＝ジャン駅（Gare de Bordeaux-Saint-Jean）は実質上の中央駅と言える。

## 名称としての中央駅
機能とは無関係に、都市や地域の中央部に位置する駅に「中央」という意味の語をつけて「○○中央駅」と呼ぶことがある。
日本の「○○中央駅」という駅名はほとんどがこのような由来であり、千葉市の千葉中央駅、佐世保市の佐世保中央駅のように、その都市で最も主要な駅（それぞれ千葉駅および佐世保駅）とは異なる駅に名付けられている。
国や言語によっては、「○○中央駅」という駅名が、交通網の中心であることを意味するのか、単に都市の中心に近いことを意味するのかで混乱が生じることがある。たとえば、オランダ語ではCentraal Stationという語（駅名として用いるときは「○○ Centraal」となる）が両者の意味で使われていた。近年オランダでは、都市の中心部にあるものの交通網の中心としての機能の小さい駅を、名前の上からもCentraal Stationと区別している。例えばアルメレの中心部にある駅は、1987年の開業当初は Station Almere Centraal といったが、他の都市の中央駅に比べ小規模であることから2002年に「アルメレの中心部の駅」を意味する Station Almere Centrum と改称された。ただし、日本語に訳すと両者とも「アルメレ中央駅」となる。
なお、ドイツ語のHaupt- という言葉は「主たる―」「主要な―」という意味であり、「代表駅」であって地理的な「中央」を指すものではない。このためドイツ語ではこのような混乱は生じない。ドイツ語で、地理的な中心を表す語はMitte（ミッテ  英語の“middle”にあたる）である。駅名で用いる時は、方角を表す言葉(Ost=東 など)と同様に地名に続けて「○○ Mitte」となる（例：Bahnhof Wien Mitte：ウィーン中駅）。Dresden Hauptbahnhof（ドレスデン中央駅）とBahnhof Dresden Mitte（ドレスデン中駅）のように、ひとつの都市に共に存在するケースもある。

## 各国の中央駅
各国の中央駅または「○○中央駅」という名の駅について述べ、それらに関する記事の一覧を示す。

### ドイツ
ドイツ鉄道には全部で115の中央駅がある。ベルリンには2006年のサッカーワールドカップ開催を機に中央駅が設けられた。
メンヒェングラットバッハ市には、メンヒェングラットバッハ中央駅とライト中央駅という2つの「中央駅」がある。これは2つの市が合併したにもかかわらず駅名が改称されなかったためである。

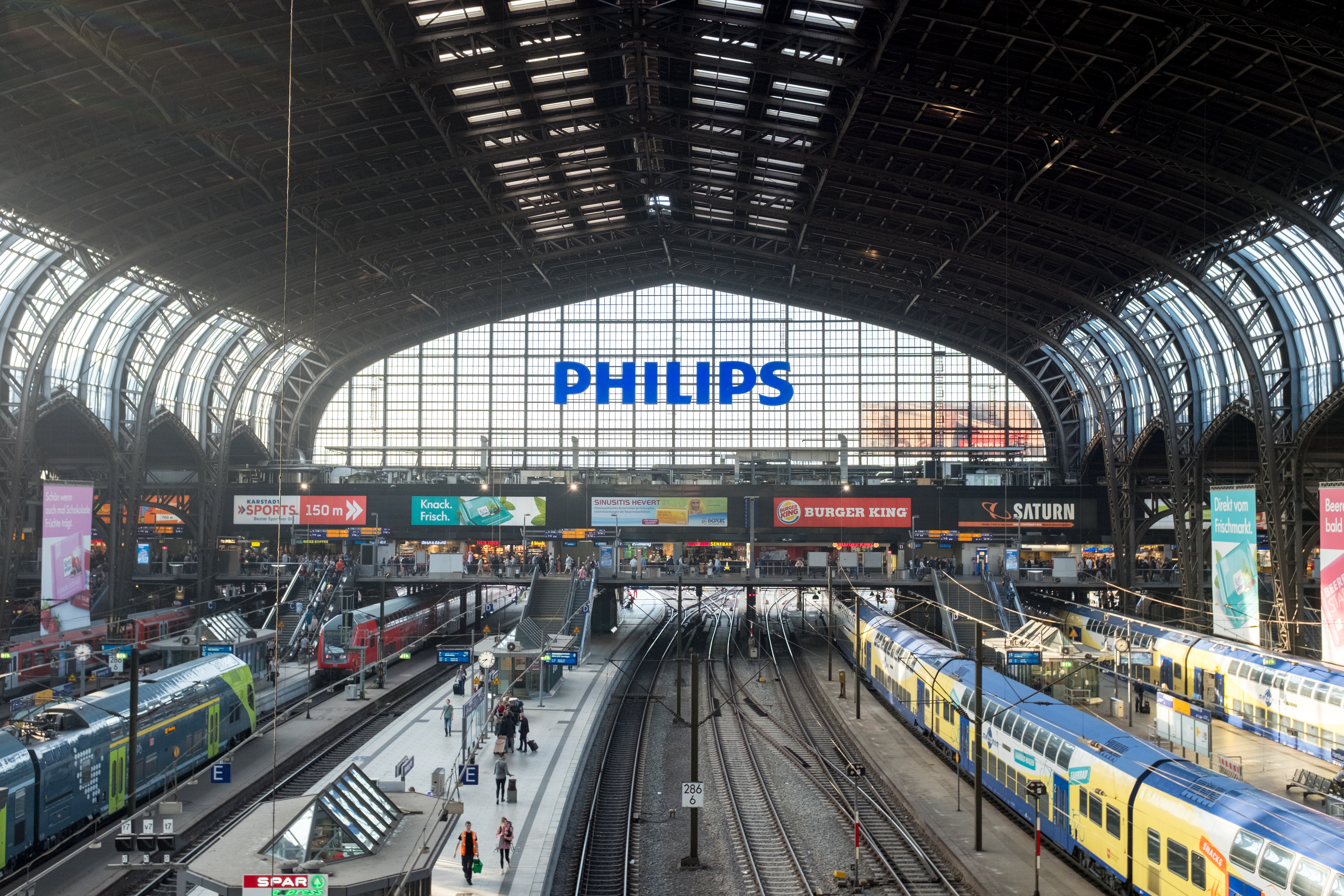
カイザースラウテルン中央駅
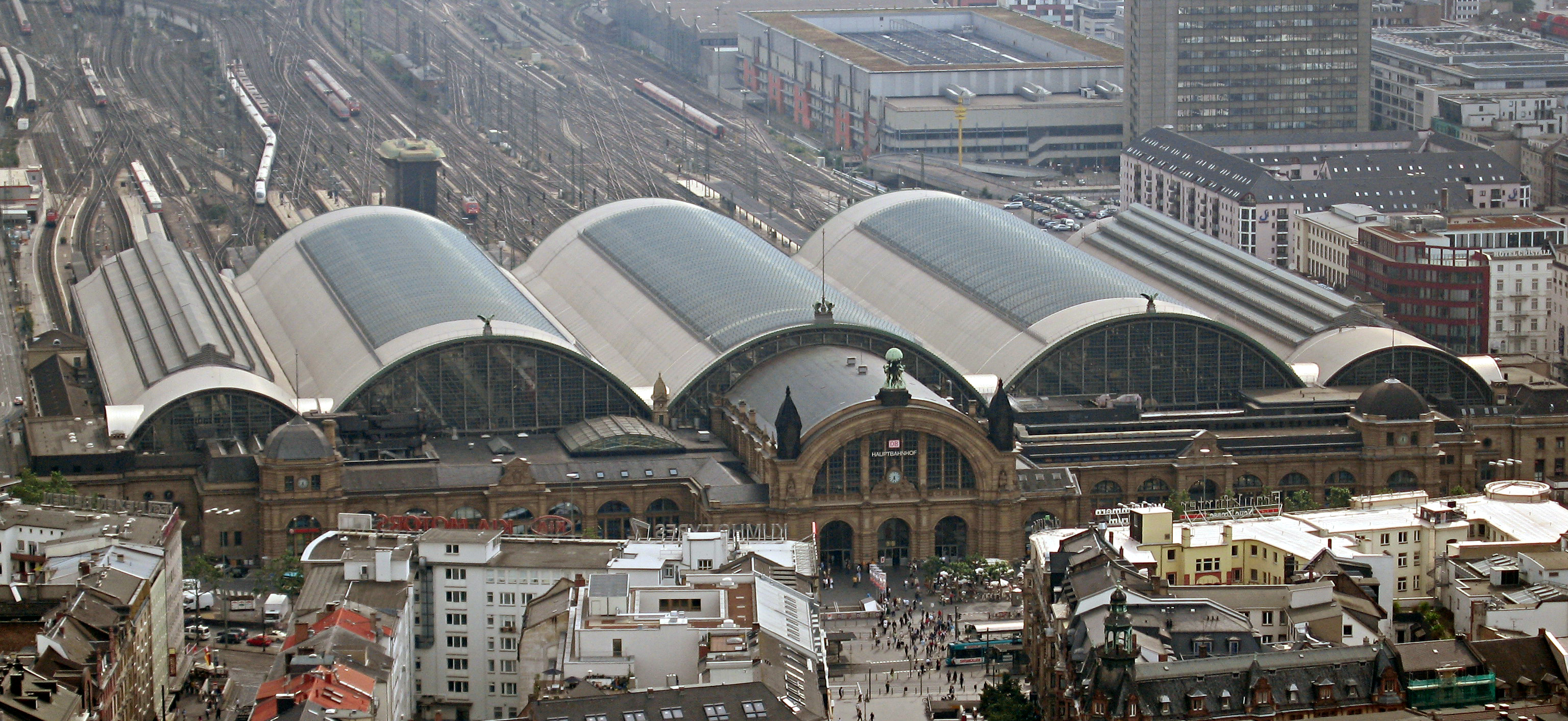
ケルン中央駅
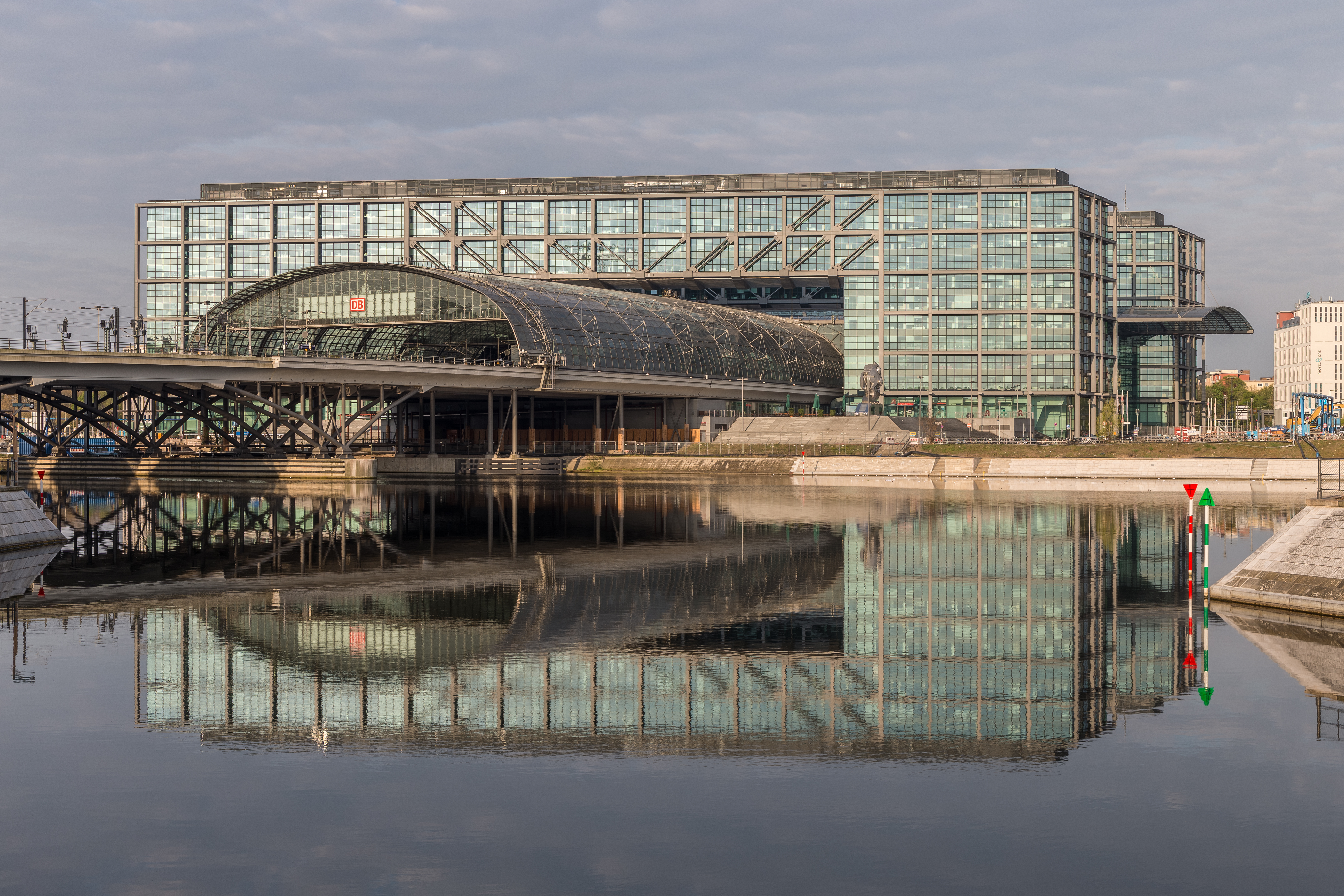
アーヘン中央駅
- シュヴェリーン中央駅
- ハノーファー中央駅
- ハンブルク中央駅
- ベルリン中央駅
- マンハイム中央駅
- コブレンツ中央駅
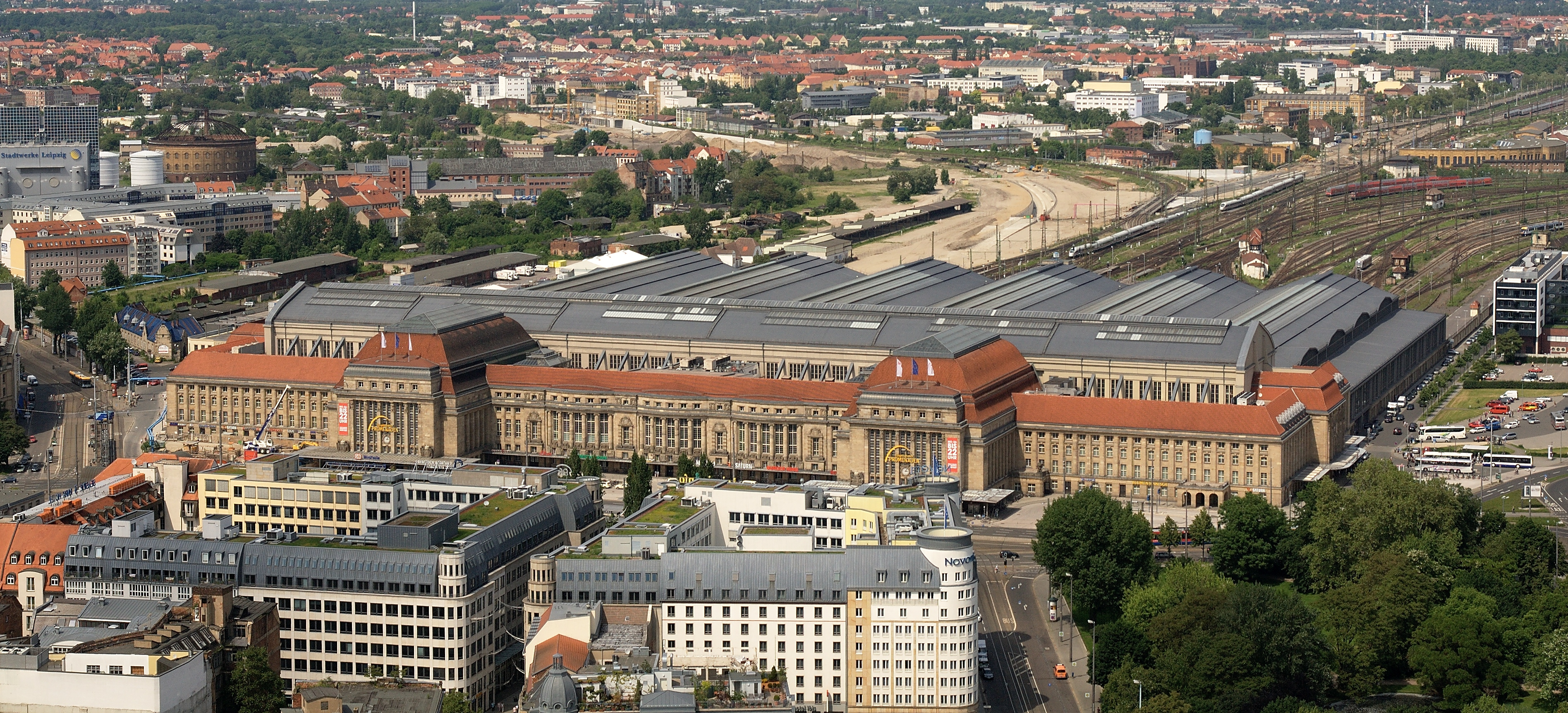
ライプツィヒ中央駅
- ドレスデン中央駅
- フランクフルト中央駅
- ミュンヘン中央駅
- デュースブルク中央駅
- デュッセルドルフ中央駅

- ハンブルク中央駅
- フランクフルト中央駅
- ベルリン中央駅
- ライプツィヒ中央駅

### オーストリア
首都ウィーン、インスブルック、ザルツブルクなど12の都市に中央駅がある。
- ウィーン中央駅
- ヴィーナー・ノイシュタット中央駅

### スイス
ベルン、チューリッヒなどに中央駅がある。
- ベルン中央駅
- チューリッヒ中央駅

### オランダ
オランダ語ではCentraal Stationといい、CSと略記される。アムステルダム、ハーグ、ユトレヒト、ライデン、ロッテルダムの5都市に中央駅がある。なおハーグにはハーグ中央駅とハーグHS駅の2つのターミナルがある。
- アムステルダム中央駅
- ロッテルダム中央駅

### ベルギー
ブリュッセル、アントウェルペン、ヴェルヴィエの3都市に中央駅がある。
ブリュッセル中央駅は南駅と北駅を結ぶトンネル内にあり、グラン＝プラスなど中心部に最も近いが、タリスが通過するなど駅としての重要性では南駅や北駅に劣る。
- アントウェルペン中央駅
- ブリュッセル中央駅

### チェコ
チェコ語ではhlavní nádražíといい、hl.n.と略される。日本語では「本駅」とも訳される。プラハなど21の都市に本駅がある。
- プラハ本駅

### ポーランド
- ワルシャワ中央駅
- クラクフ中央駅

### スウェーデン
スウェーデン語ではcentralstationという。ストックホルムなどに中央駅がある。
- ヨーテボリ中央駅
- マルメ中央駅

### 日本
日本では都市の中心となる駅に特別な名をつける習慣はなく、通常はその都市の名をそのままつける。例えば東京駅は東京の「中央停車場」として建設された駅だが、駅名には「中央」の字は入っていない。
「○○中央」「○○センター」「本○○」という駅名は、その都市で最も主要な駅より都市の中心に近いことを強調する場合（千葉駅に対する千葉中央駅など）や、多摩センター駅や千葉ニュータウン中央駅、伊奈中央駅、センター北駅・センター南駅、千里中央駅、日生中央駅、西神中央駅などのようにニュータウンなどの地区の中心に位置することを示す場合に用いられる傾向がある。鹿児島中央駅（旧称:西鹿児島駅）は鹿児島市の中央駅として機能しているが、これもすでに鹿児島駅が存在するため九州新幹線開業後に別の名をつけたものである。本厚木駅は厚木市の中心駅であり、厚木駅は隣の海老名市に位置する。
特殊な例に高井田中央駅がある。この駅名の「中央」は駅高架下を通る中央大通にちなむもので、「高井田地区の中央」を意味しない。また、同じJR西日本の高井田駅との区別の意味もあるが、JRの高井田駅と高井田中央駅は別の市に所在し、それぞれに存在する同じ「高井田」という地名に由来している。
一方、中央弘前駅・中央前橋駅・中央林間駅などのように、地名の接頭語として「中央」が用いられる駅名も存在する。
JTBパブリッシングが刊行する『JTB時刻表』などの冊子型時刻表の巻頭の路線図では代表駅という呼称を用いており、都道府県所在地の代表駅を二重の正方形で、都道府県庁所在地以外の市の代表駅を◎の記号で表示する。ただし、鉄道のない市などの場合、市内のバスターミナルや中心市街地の停留所を代表駅として表示していることがある。交通新聞社が刊行する『JR時刻表』の巻頭の路線図では都道府県所在地の代表駅のみ◎の記号で表示する。
JRの旅客営業規則第86条・第87条の特定都区市内制度の規定においては中心駅という呼称を用いている。

### 大韓民国
日本と同様、都市の中心駅はソウル駅のように都市名がそのままつけられる。
- 中央駅 (京畿道) - 京畿道安山市檀園区にある韓国鉄道公社安山線（広域電鉄4号線）の駅。安山市の中心部にあることから命名。
- 中央駅 (釜山広域市)
- 東豆川中央駅
- 昌原中央駅
- 議政府中央駅
- 三成中央駅
- 光教中央駅

### アメリカ合衆国・カナダ
アメリカ合衆国およびカナダの都市には、都市名を冠さない「ユニオンステーション（Union Station）」（合同駅）という名の駅が存在することがある。これは複数の鉄道会社が共同で使用する駅であり、通常はその都市の中央駅として機能しているが、シカゴのように他にもターミナル駅が存在することもある。